# RwandAir
Fly the dream of Africa
RwandAir est une compagnie aérienne rwandaise, basée dans l'aéroport de Kigali à Kigali, la capitale du Rwanda. Elle exploite des vols à travers le Rwanda, l'Afrique australe, l'Afrique orientale, l'Asie et l'Europe.

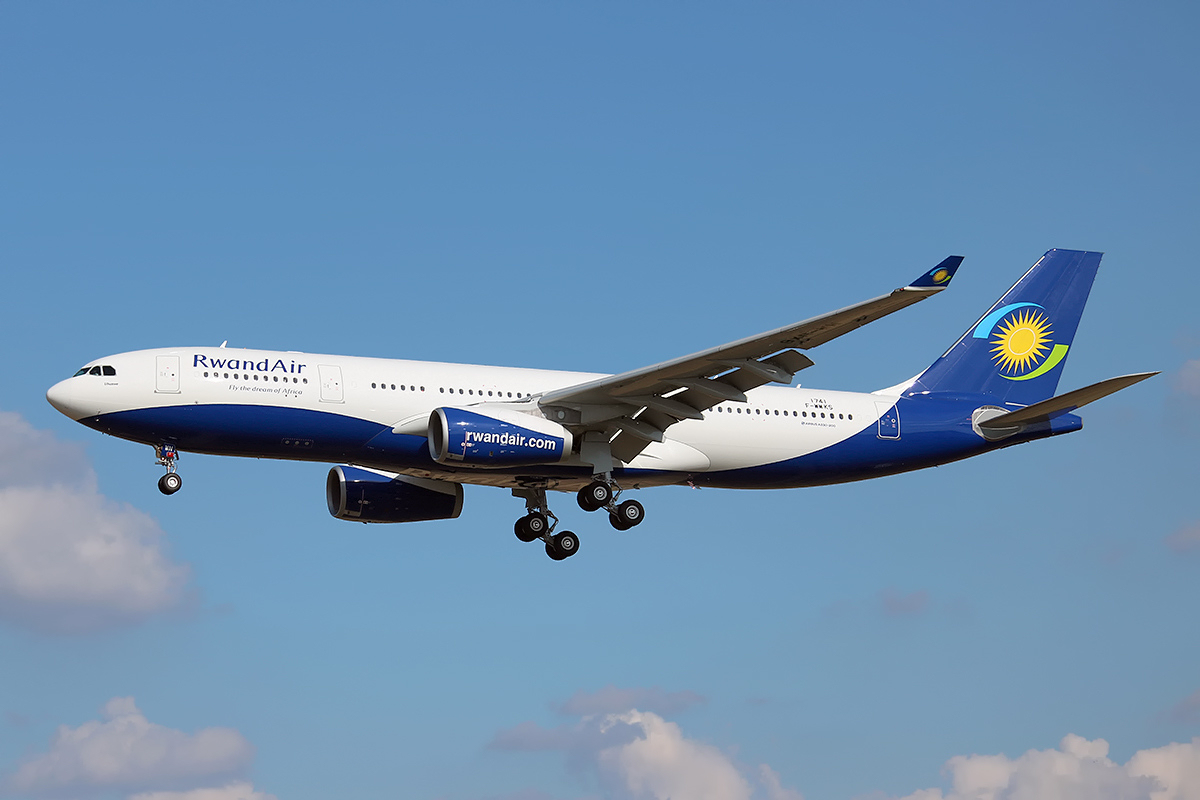
Un Airbus A330-243 à l'approche de l'aéroport de Toulouse

## Historique
La compagnie est créée en décembre 2002 sous le nom de RwandAir Express, à la suite de la faillite d'Alliance Express (filiale du groupe sud Africain Alliance Air). Elle appartenait alors à 77 % au gouvernement rwandais et à 23 % à sa filiale cargo, Silverback Freighters.
En avril 2003, Rwandair Express lance ses premiers vols vers Bujumbura, Entebbe, Nairobi et Johannesburg. Une ligne vers Dubaï ouvre en 2010.
En 2005, le gouvernement rwandais annonce son intention de privatiser Rwandair Express. Au terme de l'appel d'offres, Brussels Airlines et Meridiana sont les deux compagnies retenues pour négocier.
En 2008, la privatisation n'a toujours pas lieu et la compagnie reste finalement propriété de l'Etat, en raison de désaccords au niveau de la gestion de la flotte. Brussels Airlines voudrait en effet utiliser des BAE-146, inadaptés aux conditions climatiques selon le gouvernement rwandais. Meridiana voudrait quant à elle exploiter des MD-87, qui consommeraient beaucoup de kérosène et coûteraient cher à l'entretien. Rwandair Express souhaiteraient utiliser des avions plus modernes, de type B737 Next Generation[réf. souhaitée].
En janvier 2012, le gouvernement du Rwanda a nommé Girma Wake, qui fut pendant 15 ans patron d'Ethiopian Airlines, à la tête de RwandAir. 
En avril 2018, Yvonne Makolo est nommée Présidente Directrice Générale de RwandAir.
À partir de 2020, un rapprochement s'opère avec Qatar Airways qui ambitionne d'acquérir 49 % des parts de RwandAir. Ce rapprochement poursuit deux buts : d'une part, la volonté pour RwandAir de se structurer et de disposer de davantage de moyens ; d'autre part, répondre à l'objectif d'expansion vers l'Afrique voulu par la compagnie nationale qatarienne.
Début octobre 2022, la première liaison Kigali-Londres Heathrow est inaugurée. Auparavant, RwandAir faisait transiter ses voyageurs par Bruxelles.
Le 24 novembre 2022, Rwandair reçoit son premier Boeing 737-800 Freighter, un avion qui sera exclusivement affecté au fret.
Le 27 juin 2023, la première liaison Paris CDG-Kigali est inaugurée. C'est la première fois que RwandAir possède une destination directe pour la France.

## Siège social

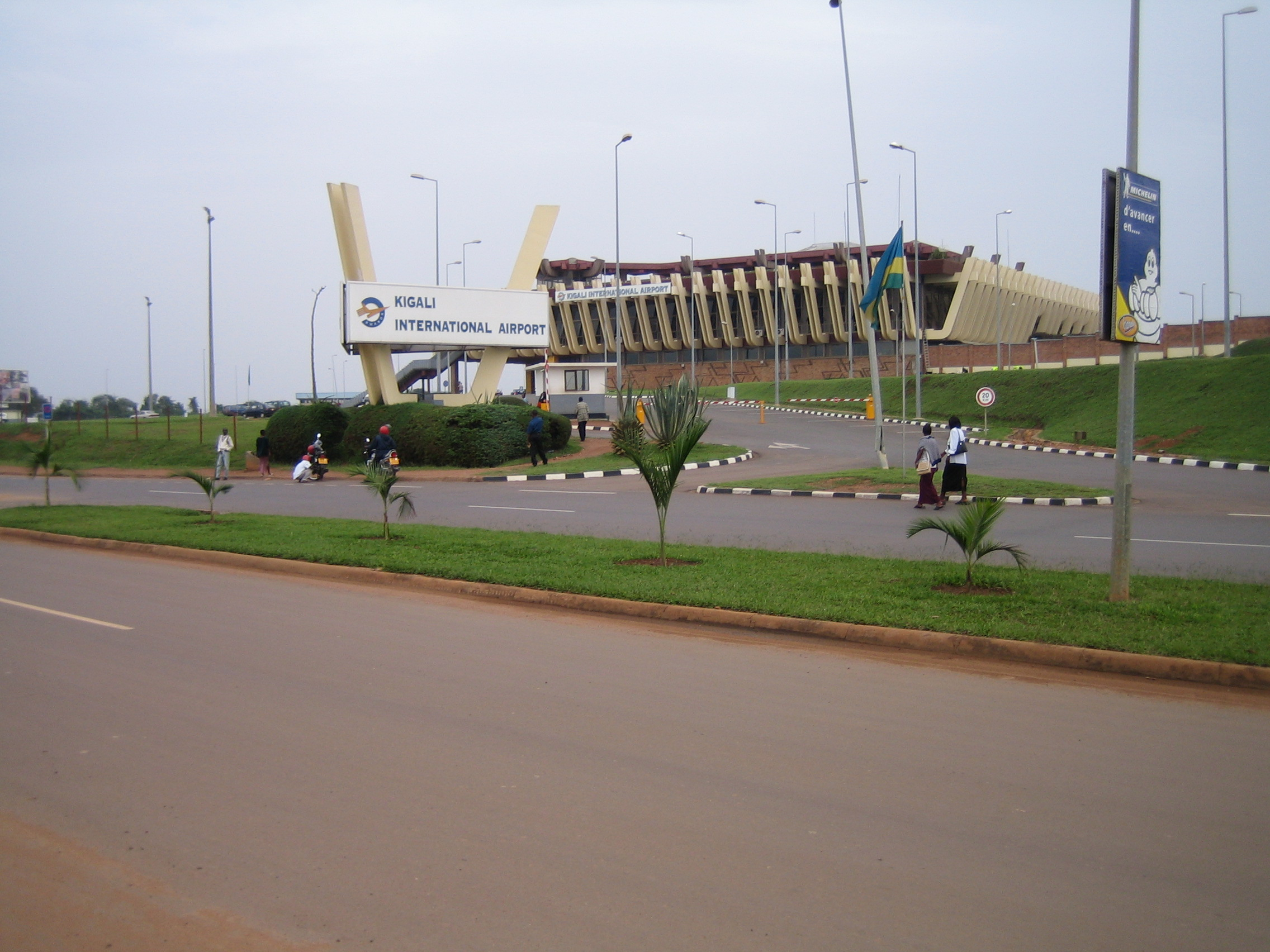
Le siège social est situé dans l'étage supérieur du bâtiment principal de l'Aéroport de Kigali

Le siège social se situe d'abord dans le Telcom House, Kigali puis au Centenary House à Kigali.  
À partir du 17 mai 2010, il déménage pour s'installer dans l'étage supérieur du bâtiment principal de l'Aéroport de Kigali,.  

## Compagnies partenaires
Depuis sa création, la Rwandair a signé des accords de partenariats avec diverses compagnies aériennes.
- Partages de codes
  - South African Airways (Kigali-Bujumbura-Johannesburg-Bujumbura-Kigali)
  - Kenya Airways (Kigali-Nairobi-Kigali, Nairobi-Bujumbura-Kigali-Nairobi)
  - Precision Air Services (Tanzanie) (Kigali-Kilimandjaro-Kigali)
- Interline E-Ticketing
  - Air Madagascar
  - Air Malawi
  - Air Botswana
  - Air Namibia
  - Ethiopian Airlines
  - South African Airways
  - Inter Air
  - Air Mauritius
  - Qatar Airways
  - Brussels Airlines
  - KLM
  - Turkish Airlines

## Destinations
Rwandair propose des vols quotidiens ou hebdomadaires vers :

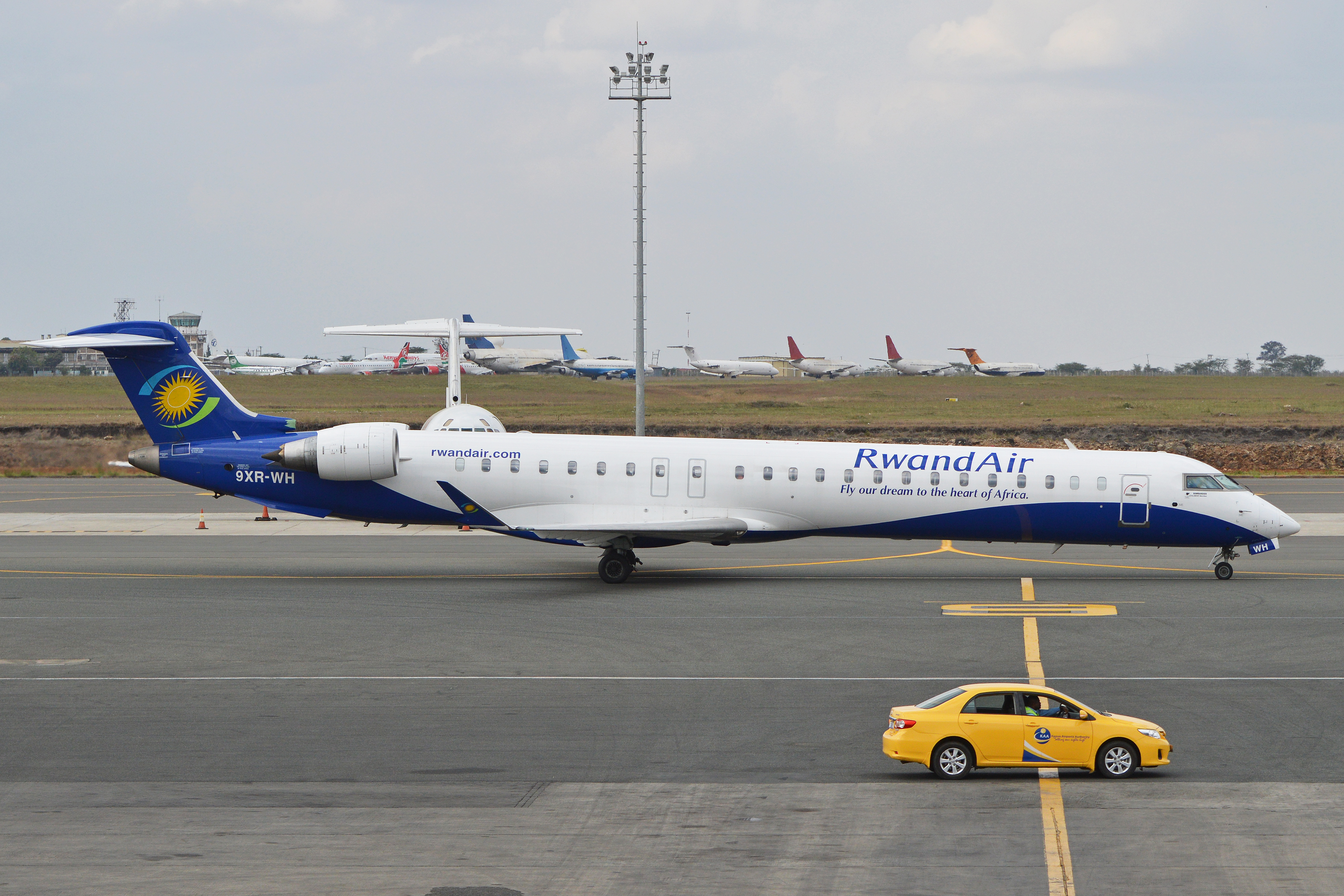
Bombardier CRJ-900 (9XR-WH) de Rwandair

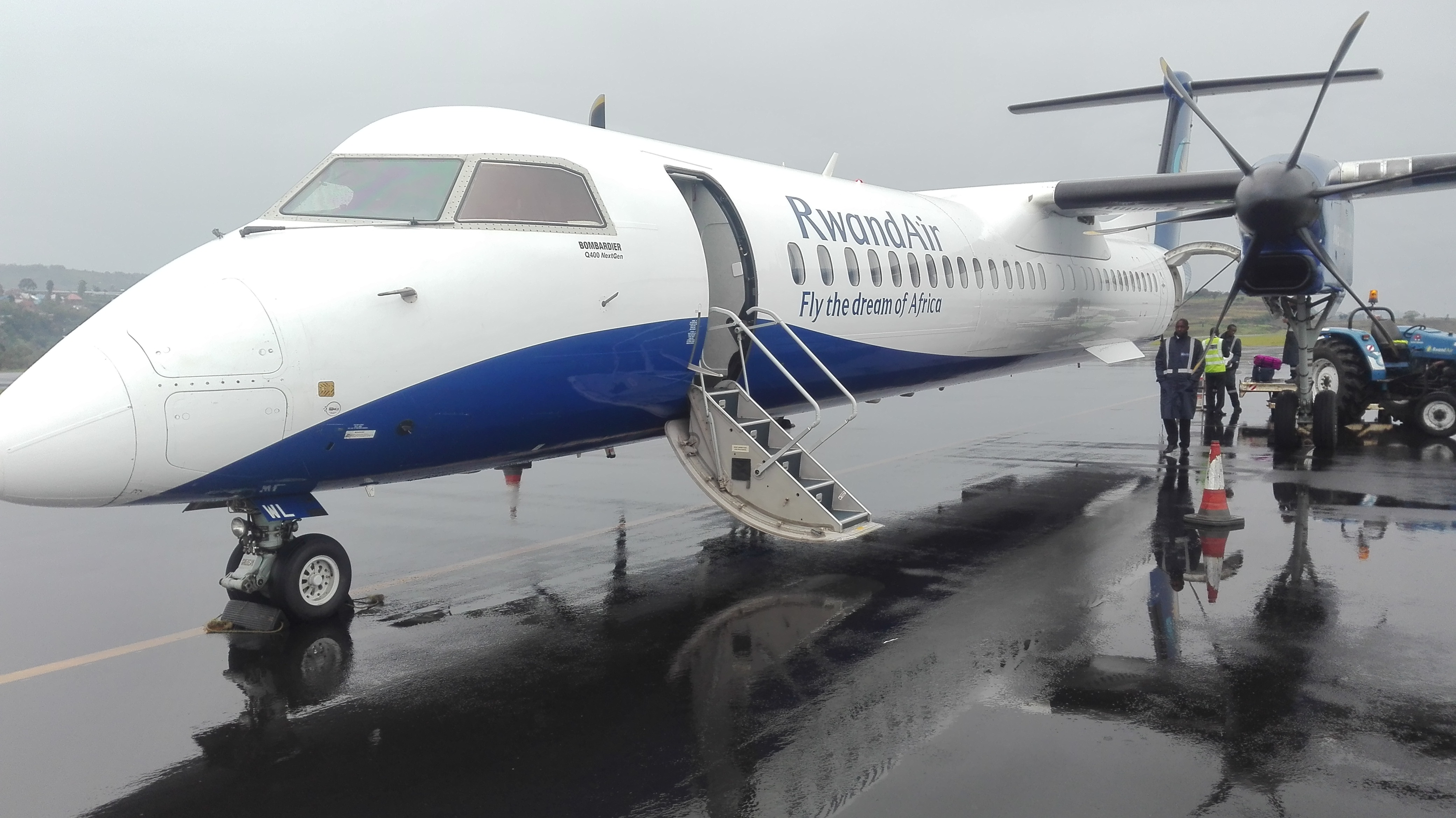
Dash 8 Q-400 à l'aéroport de Kamembe

- Abidjan
- Accra
- Addis Abeba
- Bangui
- Brazzaville
- Bruxelles-National
- Bujumbura
- Cotonou (Bénin)
- Dakar
- Dar Es Salaam
- Douala
- Dubaï
- Entebbe
- Harare
- Johannesburg
- Juba (Sud-Soudan)
- Kamembe
- Kigali
- Kilimandjaro
- Lagos (Nigeria)
- Libreville
- Le Cap
- Londres-Gatwick
- Lusaka
- Mombasa
- Mumbai (en français Bombay)
- Nairobi
- Paris (27 juin 2023)
- Harare (1er avril 2017)[16]
- Bamako (juin 2017)[16]

## Flotte
En décembre 2020, la flotte de Rwandair se composait de douze avions :   

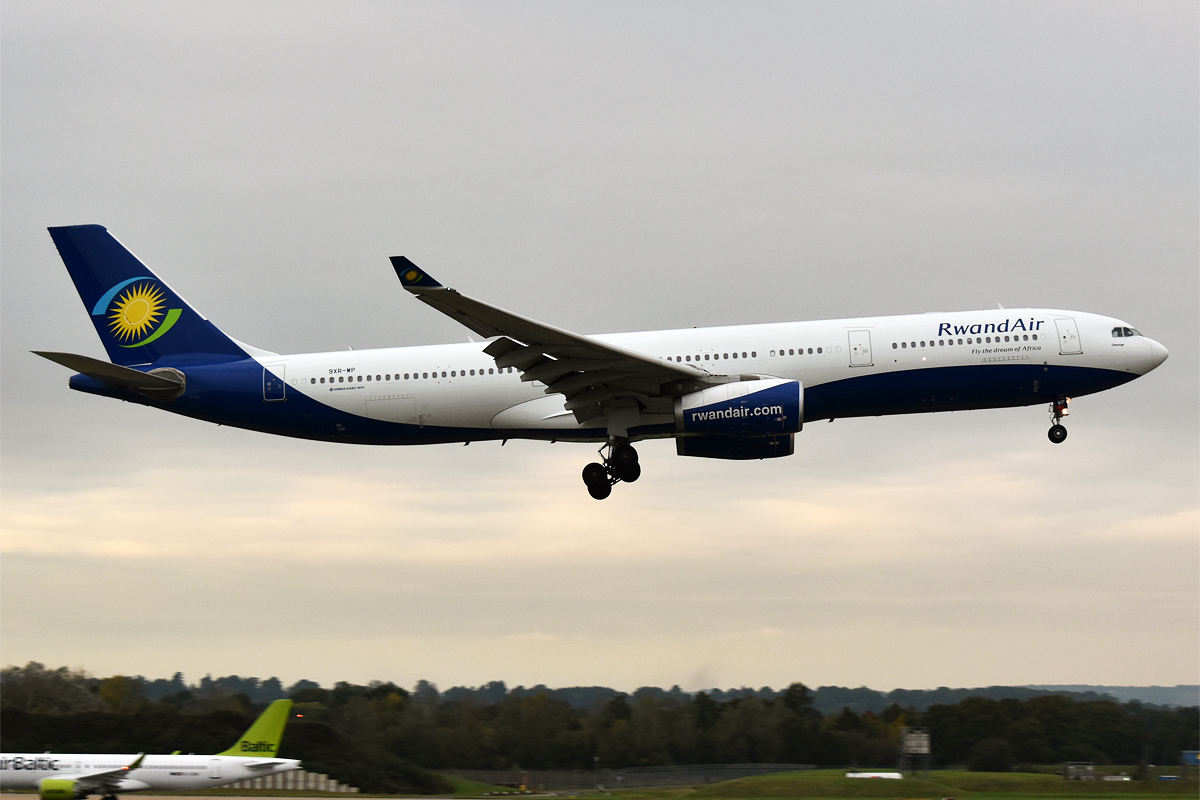
Un Airbus A330-343 de la compagnie

### Flotte historique
- 2 Boeing 737-500
- 2 Bombardier CRJ-200
- 1 McDonnell Douglas MD-82
- De Havilland Canada DHC-8-100
- 2 de Havilland Dash-8-Q200

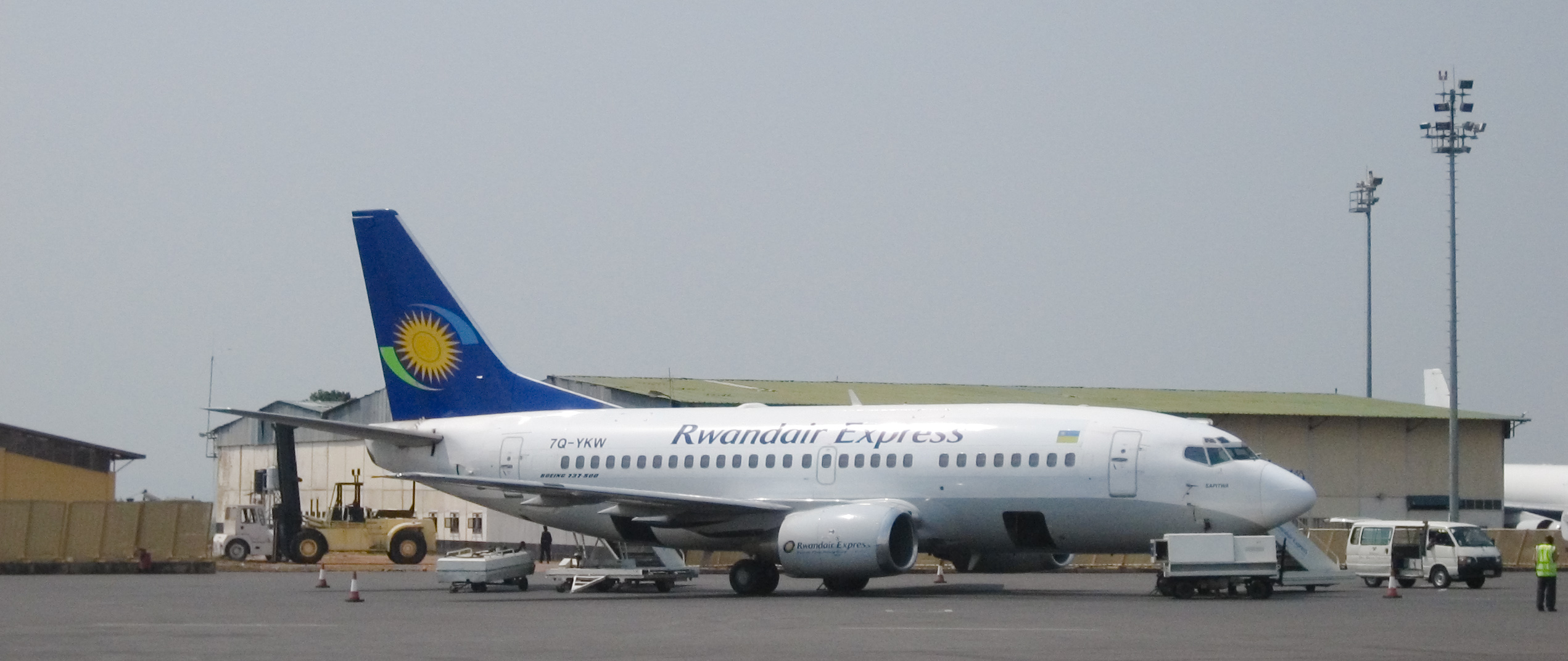
Un Boeing 737-500 exploité par Rwandair Express à l'aéroport de Kigali.

Lors du lancement de ses premiers vols en 2003, Rwandair Express loue un B737-500 (OY-APH) appartenant à Maersk Air. Il est remplacé en juin 2004, par un McDonnell Douglas MD-82 (3D-MDJ).
En 2006, le 3D-MDJ est remplacé par le YR-MDL, qui est remplacé en avril 2007 par le B737-500 "Sitpwa" (7Q-YKW) d'Air Malawi. En septembre 2007, la compagnie nationale rwandaise loue un Dash 8 Q200 (ET-AKZ) appartenant à Midroc Aviation (Éthiopie).
En avril 2007, Rwandair Express loue un B737-500 d'Air Malawi, pour une période d'un an. Mais la compagnie nationale Malawite, connaît un problème technique sur son Boeing 737-300. Elle rappelle donc son Boeing 737. Le 27 janvier 2008, Rwandair Express loue un Boeing 737 appartenant à Nationwide, pendant un mois. Le 29 février 2008, le Boeing 737 (ZS-OOD) de Nationwide est remplacé par un appareil de même type, mais appartenant à Inter Air. Les équipages sont sud-africains et la maintenance est effectuée en Afrique du Sud.
En octobre et novembre 2012, Rwandair prend livraison de deux Bombardier CRJ 900 NextGen, d'une capacité de 77 sièges (dont sept en classe Affaires) chacun. Elle annonce par ailleurs son intention de doubler sa flotte d'ici 2018.